# 3-й Обыденский переулок
3-й Обы́денский переу́лок — улица в центре Москвы в Хамовниках между Соймоновским проездом и 2-м Обыденским переулком.

## Происхождение названия
Получил название 7 июня 1922 года по церкви Ильи Пророка Обыденного, построенной, по преданию, верующими по обету обыденкой, то есть за один день. До 1922 года — Обыденский переулок.

## Описание
3-й Обыденский переулок начинается от Соймоновского, проходит на юго-запад, справа на него выходит 1-й Обыденский, после чего выходит на 2-й Обыденский.

## Здания и сооружения
По нечётной стороне:
- № 1, стр. 5 — Мосмонтажспецстрой;

По чётной стороне:
- № 4/8 — Доходный дом Куликовского (1911, архитектор В. А. Мазырин)[2]